# 神戸松蔭女子学院大学短期大学部
神戸松蔭女子学院大学短期大学部（こうべしょういんじょしがくいんだいがくたんきだいがくぶ、英語: Kobe Shoin Women's University Junior College）は、兵庫県神戸市灘区篠原伯母野山町1-2-1に本部を置いていた日本の私立大学である。1950年に設置され、2011年に廃止された。大学の略称は松蔭。

## 概観

### 大学全体
- 兵庫県神戸市灘区に所在した日本の私立短期大学で、設置主体は学校法人松蔭女子学院[1]。
- 国内で最初に認可された短期大学149校[注 2]の1校として、1950年に松蔭短期大学として2学科[2]80名体制で開学した[3]。
- のちに学科の増設で最大で5学科となるが、四大併設後は3学科[注 3]、最終的には2学科に縮小。
- 2007年度の入学生を最後に[注釈 2]、短期大学としての使命を終える[注釈 3]。

### 教育および研究
- 神戸松蔭女子学院大学短期大学部における教育
- 英語コミュニケーション学科：語学・知識・実践を重視したカリキュラムとなっている。TOEIC対策への授業もあった。
- 生活造形学科：「生活美学」・「被服学」・「被服衛生学」・「ファッション論」・「被服構成実習」・「デッサン」・「ドレーピング」・「染色意匠学演習」などを学ぶ服飾デザインコース、「住居学」・「インテリア・デザイン論」・「住居意匠学演習」・「インテリアデザイン実習」などの科目を学ぶ住居・インテリアデザインコースからなっていた。服飾デザインコースは、かつてあった生活科学科生活科学専攻衣生活コースと共通または類似した科目があるが、当学科の方は芸術的な要素が強い印象がある。
- アメリカやオーストラリア・イギリスなどでの語学研修も行われてきた。

### 学風および特色
- 神戸松蔭女子学院大学短期大学部は開学以来、キリスト教精神に基づいた教育をおこなってきており、クリスマス礼拝やキャンドルサービスといった宗教的イベントが実施されてきた。
- 当初存在したキリスト教科は、当短大では唯一男子学生の入学が可能だった[6]。

## 沿革
- 1892年
  - 松蔭女学校を創設する[7]。
- 1916年
  - 高等女学校に改組。
- 1947年
  - 松蔭女子専門学校に改組。
- 1949年
  - 10月 文部省[注釈 4]に短期大学[注 4]の設置認可に関する申請を行う[注 5]。なお、学科・専攻は以下の通りとなっている[注 6]。
    - 英文科 入学定員40名
    - キリスト教科 入学定員40名
    - 被服科 入学定員40名
- 1950年
  - 3月14日 左記を以て短期大学の設置が文部省[注釈 4]より認可される[13][14]より。
  - 4月1日 左記を以て松蔭短期大学（しょういんたんきだいがく）が上記の学科体制にて開学する[注 7]。
    - 英文科 入学定員40名
    - キリスト教科 入学定員40名
    - 被服科 入学定員40名[注 8]
- 1953年
  - 4月1日 以下の学科を増設する[17]。
    - 服飾科 入学定員40名
- 1954年
  - 5月1日 学生数[18]/定員
    - 英文科 107[注釈 5]/80
    - キリスト教科 13[注 9]/80
    - 服飾科 66[注釈 5]/80
- 1960年
  - 4月1日 以下の学科を増設する[19]。
    - 家政科 入学定員40名

  - 5月1日 学生数[20]/定員
    - 英文科 181[注釈 5]/80
    - キリスト教科 3[注 10]/80
    - 服飾科 162[注釈 5]/80
    - 家政科 42[注釈 5]/40
- 1962年
  - 4月1日 以下の学科を増設する[21]。
    - 日本文学科 入学定員40名

  - 同 キリスト教科の入学定員を40→10に減員[注 11]。
  - 5月1日 学生数[23]/定員
    - 英文科 226[注釈 5]/80
    - キリスト教科 7[注釈 5]/50
    - 服飾科 149[注釈 5]/80
    - 家政科 145[注釈 5]/80
    - 日本文学科 60[注釈 5]/40
- 1965年
  - 4月1日 以下の学科について、この年度で学生募集を最終とする[注 12]。
    - キリスト教科
    - 日本文学科
- 1965年
  - 5月1日 学生数[25]/定員
    - 英文科 211[注釈 5]/80
    - キリスト教科 5[注 13]/20
    - 服飾科 161[注釈 5]/80
    - 家政科 293[注釈 5]/80
    - 日本文学科 144[注釈 5]/80
- 1966年
  - 5月1日 学生数[26]/定員[27]
    - 英文科 248[注釈 5]/80
    - キリスト教科 3[注 14]/10
    - 服飾科 200[注釈 5]/80
    - 家政科 315[注釈 5]/80
    - 日本文学科 89[注釈 5]/40
- 1967年
  - 3月31日 左記をもって以下の学科を正式に廃止とする[28]。
    - キリスト教科
    - 日本文学科
- 1969年
  - 4月1日 学科名の変更を以下の通り行う[注釈 6]。
    - 英文科→英文学科
    - 服飾科→服飾学科
    - 家政科→家政学科
- 1970年
  - 5月1日 学生数[29]/定員
    - 英文学科 452[注釈 5]/80
    - 服飾学科 216[注釈 5]/80
    - 家政学科 355[注釈 5]/80
- 1973年
  - 4月1日 既存の学科について以下の通り入学定員増を行う[注 15]。
    - 英文学科 40→150
    - 服飾学科 40→50
    - 家政学科 40→100

  - 5月1日 学生数[34]/定員
    - 英文学科 570[注釈 5]/190
    - 服飾学科 219[注釈 5]/90
    - 家政学科 346[注釈 5]/140
- 1974年
  - 4月1日 松蔭女子学院短期大学（しょういんじょしがくいんたんきだいがく）と改称[35]。
- 1983年
  - 4月1日 既存の学科について以下の通り入学定員増を行う[注釈 6]。
    - 英文学科 150→225[注釈 7]
    - 服飾学科 50→90[注釈 7]
    - 家政学科 100→150[注釈 7]

  - 5月1日 学生数[41]/定員
    - 英文学科 515[注釈 5]/375
    - 服飾学科 179[注釈 5]/140
    - 家政学科 341[注釈 5]/250
- 1986年
  - 4月1日  学科の専攻分離を以下の通り行う[注 16]。
    - 英文学科 入学定員225名[43]→275名[44]
      - 英文学専攻 入学定員75名
      - 英語学専攻 入学定員200名[45]

    - 家政学科
      - 生活科学専攻 入学定員100名
      - 食物栄養専攻 入学定員50名

  - 5月1日 学生数[46]/定員
    - 英文学科 550[注釈 5]/500
    - 服飾学科 191[注釈 5]/140
    - 家政学科 332[注釈 5]/300
- 1991年
  - 4月1日 学科名を以下の通り改称する[注 17]。
    - 家政学科→生活科学科
    - 服飾学科→生活造形学科

  - 5月1日 学生数[49]/定員
    - 英文学科 632[注釈 5]/550
    - 生活造形学科 212[注釈 5]/180
    - 生活科学科 366[注釈 5]/300
- 1992年
  - 5月1日 学生数[注 18]/定員
    - 英文学科 609[注釈 5]/550
    - 生活造形学科 219[注釈 5]/180
    - 生活科学科 356[注釈 5]/300
- 1995年
  - 4月1日 神戸松蔭女子学院短期大学（こうべしょういんじょしがくいんたんきだいがく）と改称[52]。
  - 5月1日 学生数[53]/定員
    - 英文学科 684[注釈 5]/550
    - 生活造形学科 220[注釈 5]/180
    - 生活科学科 381[注釈 5]/300
- 1999年
  - 4月1日 英文学科について以下、各専攻課程別の学生募集をこの年度で最終とする[注 19]。
    - 英文学専攻
    - 英語学専攻

  - 5月1日 学生数[55]/定員
    - 英文学科 678[注釈 5]/550
    - 生活造形学科 220[注釈 5]/180
    - 生活科学科 384[注釈 5]/300
- 2000年
  - 4月1日 英文学科を英語コミュニケーション学科に改組し、入学定員を275[56]→200[57]に減員[54]。
- 2001年
  - 今年度をもって、英文学科に設置されていた以下の専攻課程を廃止する[58]。
    - 英文学専攻
    - 英語学専攻
- 2004年
  - 4月1日 英語コミュニケーション学科の入学定員を200→150に減員[59]。
  - 同 以下の学科について、この年度で学生募集を最終とする[注 20]。
- 2005年
  - 4月1日 神戸松蔭女子学院大学短期大学部と改名[60]。
- 2006年
  - 4月1日 英語コミュニケーション学科の入学定員を150→100に減員[61]。
- 2007年
  - 4月1日 この年度で学生募集を最終とする[注釈 2]。
  - 10月26日 左記をもって生活科学科が正式廃止となる[1]。
- 2011年
  - 5月20日 左記をもって文部科学省より正式に廃止の認可が下る[注釈 3]。

## 基礎データ

### 所在地
- 兵庫県神戸市灘区篠原伯母野山町1-2-1[注釈 1]

### 当時の交通アクセス
- 阪急神戸線六甲駅・西日本旅客鉄道（JR西日本）神戸線六甲道駅よりバスで「六甲台南口」バス停留所下車。

### 象徴
- 神戸松蔭女子学院大学短期大学部のカレッジマークはチャペルをイメージしたものとなっている。オリジナルカレッジマークはマツを模ったものとなっている[62]。

## 教育および研究

### 組織

#### 学科
- キリスト教科 入学定員10名[注釈 8]。
- 英文学科→英語コミュニケーション学科 入学定員100名[注釈 9]
  - 英文学専攻 入学定員75名[注釈 10]
  - 英語学専攻 入学定員200名[注釈 10]
- 生活造形学科 入学定員90名[注釈 9]
- 生活科学科 
  - 生活科学専攻 入学定員100名[注釈 11]
  - 食物栄養専攻 入学定員50名[注釈 11]
- 日本文学科 入学定員40名[注釈 8]}

#### 専攻科
- なし

#### 別科
- なし

##### 取得資格について
- 秘書士資格が取得できるカリキュラムが組まれていた。かつては教職課程として中学校教諭二種免許状があった[注 21]。
  - 家庭：生活科学科生活科学専攻にて設置されていた。
  - 英語：英語コミュニケーション学科の前身である英文学科にて設置されていた。
- 生活科学科食物栄養専攻では、栄養士資格が取得できるカリキュラムが組まれていた[65]。
- 松蔭短期大学だった当初は、高等学校教諭免許状も併設されており、服飾科で（家庭）、英文科で（英語）となっていた[68]。

#### 附属機関
- 図書館

### 研究
- 『松蔭短期大学研究紀要』[69]
- 『松蔭女子学院大学・松蔭短期大学学術研究会研究紀要』[70]
- 『松蔭女子学院大学　松蔭短期大学　学術研究会機関誌一覧』[71]
- 『松蔭女子学院大学・松蔭女子学院短期大学学術研究会研究紀要. 人文科学・自然科学篇』[72]
- 『松蔭短期大学研究叢書』[73]

## 学生生活

### 部活動・クラブ活動・サークル活動
- 神戸松蔭女子学院大学短期大学部において活動していたクラブ活動
  - 体育系：テニス・テニス・バドミントン・スキー・卓球・ゴルフ・なぎなた・ラクロス・タッチフットボールほか
  - 文化系：コーラス・箏曲・華道・写真・茶道・放送・軽音楽・旅行・書道ほか

### 学園祭
- 神戸松蔭女子学院大学短期大学部の学園祭は「松蔭祭」と呼ばれ、これまで11月に大学と合同で行われてきた。

### スポーツ
- 松蔭短期大学だった時分のバドミントン部についての実績が右記資料にある[74]。

## 大学関係者と組織

### 大学関係者一覧
- 浅野勇
- 有賀鉄太郎

#### 出身者
- 紅萬子：女優
- コシノミチコ：デザイナー
- 岡本育子：フリーアナウンサー
- 宮原逸子[75]
- 山口遊子 : 1983年（昭和58年）ミス・ユニバース日本代表。
- 竹中一江：元『HONEY girl』読者モデル。
- 牧野彩佳：元『HONEY girl』読者モデル。2007年3月卒業。
- 大西真美：元『HONEY girl』読者モデル。2007年3月卒業。
- 河上満栄：元衆議院議員、元全日本空輸（ANA）客室乗務員
- 吉田知代：衆議院議員、元兵庫県丹波篠山市議会議員
- 有田恵子：元千葉県旭市議会議員、実業家、歌手

## 施設

### キャンパス
- 近年、短大独自のキャンパスはなく全て大学と共同使用されていた。

### 寮
- 神戸松蔭女子学院大学短期大学部には大学と同様、「六甲寮」と「六甲南寮」の2つの学生寮があった。

## 対外関係

### 他大学との協定

#### アメリカ
- ニューハンプシャー大学
- デラウェア大学
- オハイオ大学
- ニューイングランド大学

#### イギリス
- ロンドン大学

#### オーストラリア
- アデレード大学

### 系列校
- 神戸松蔭女子学院大学

## 卒業後の進路について

### 編入学・進学実績
- 系列の神戸松蔭女子学院大学以外では以下の実績がある。
  - キリスト教科：
  - 英文学科
    - 英文学専攻：奈良女子大学・立命館大学・関西外国語大学・近畿大学・桃山学院大学などがある。
    - 英語学専攻：関西学院大学・甲南女子大学などがある。

  - 生活科学科
    - 活科学専攻：神戸大学・追手門学院大学・関西大学・神戸女学院大学などがある。
    - 食物栄養専攻

  - 生活造形学：大阪芸術大学・宝塚造形芸術大学ほか